# 東勢雙峰介
東勢雙峰介（学名：[Bisoceratina higashisinensis] 错误：{{Lang}}：文本有斜体标记（帮助））为深海花介科雙峰介屬下的一个种。